# سيكيريس (كانتون)

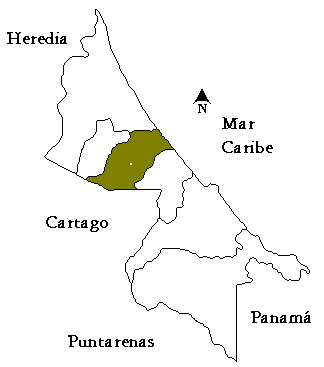
موقع كانتون سيكيريس في محافظة ليمون

سيكيريس (بالإسبانية: Siquirres)‏ هو الكانتون الثالث في محافظة ليمون في كوستاريكا. و يغطي الكانتون مساحة 860.19 كم مربع.
ويقدر عدد سكانه بما بقارب 56,246 نسمة.
المدينة الرئيسة للكانتون هي سيكيريس.
يلامس الكانتون الساحل الكاريبي بين منبعي نهر باكواريه في الجنوب الشرقي و نهر باريسمينا في الشمال الغربي. و يتضمن مقاطعة في الإتجاه الجنوب الغربي بين نهري مادريه دي ديوس في الجنوب الشرقي و ديتيرّو في الشمال الغربي في جزء الجنوب الأصى من سلسلة الجبال المركزية  Cordillera Central.
كما يجري في هذه المنطقة الغنية و الخصبة العديد من الأنهار : ريفينتاسون، باريسمينا، "باكواريه، مادريه دي ديوس، و نهر ماتينا.
من أهم المناطق السياحية في الكانتون : مركز باكواريه السياحي، بارّا دي باريسمينا، بارّا دي بامواريه، و لاغونا مادري دي ديوس.
و من أهم المنتجات الزراعية في الكانتون : الموز، الكاكاو، الذرة، جوز الهند، الرز، كاسافا، البندق، الجوزو فاكهة الباسيون. و أيضا صيد السمك.
كما يعتبر المناخ حار و رطب و تتراوح درجة الحرارة بين 25 و 26 درجة مئوية.
تم تأسيس الكانتون في 19 أيلول 1911.